# Aeroportul Ustupu-Ogobsucum
Aeroportul Ustupu-Ogobsucum (IATA: OGM) este un aeroport din Guna Yala, Panama ce deservește zona Ustupu⁠(d).
Situat la o altitudine de 3 m, aeroportul dispune de o singură pistă.